# Liv Tyler
Liv  Tyler, född 1 juli 1977 i New York, är en amerikansk skådespelare, fotomodell och Unicefambassadör. Hon är dotter till sångaren Steven Tyler och modellen och sångerskan Bebe Buell.

## Biografi

### Barndom
Tyler föddes på Mount Sinai Hospital i New York. Hennes mor Bebe Buell kallade henne Liv efter skådespelerskan Liv Ullmann, vars bild hon sett på framsidan av femte marsnumret av TV Guide samma år.
Tyler var nio år när hon förstod att hennes biologiske far var Steven Tyler, frontman i Aerosmith, och inte Todd Rundgren, som modern hade haft ett förhållande med. Saken offentliggjordes 1991 när hon bytte efternamn från Rundgren till Rundgren Tyler.

### Utbildning
Tyler gick i grundskola på Congressional School of Virginia, Breakwater Elementary och Waynflete schools i Portland, Maine. Därefter gick hon Junior High och High School på York Prep i New York och tog examen 1995.

## Karriär
Tyler startade sin karriär som modell vid 15 års ålder då hon medverkade på flera tidningsomslag och i reklamannonser. Hon började ta lektioner i skådespeleri och hennes första framträdande var tillsammans med Alicia Silverstone i musikvideon till Aerosmiths låt "Crazy" 1993.
Vid 17 års ålder hade hon redan medverkat i ett antal succéfilmer, däribland genombrottsfilmen Stulen skönhet (1996) regisserad av Bernardo Bertolucci, Empire Records, That Thing You Do! och Kärlek och hämnd.
En av Tylers mest kända roller är alvprinsessan Arwen Undómiel i Peter Jacksons filmatisering av Sagan om Ringen (2001–2003). Hon spelade också in sången "Arwen's Song" till filmen, vilken finns med som extramaterial på den förlängda DVD-utgåvan av Sagan om konungens återkomst. Förutom att lära sig tala det påhittade språket sindarin tillbringade Tyler större delen av månaderna före inspelningen med att lära sig att hantera svärd. Scenerna med Arwens svärdsfäktning klipptes emellertid bort efter en manusändring. Filmerna nominerades till totalt 30 Oscars och Sagan om konungens återkomst vann bland annat en Oscar för Bästa film.
År 2003 blev Tyler taleskvinna för parfym- och kosmetikaföretaget Givenchy. 2005 namngav Givenchy rosen som används som doft i sina produkter efter henne. Hon har kontrakt med IMG Models i New York.

## Privatliv
Tyler hade ett förhållande med skådespelaren Joaquin Phoenix mellan 1995 och november 1998. Paret träffades under inspelningen av Kärlek och hämnd. Den 25 mars 2003 gifte sig Tyler på Barbados  med den brittiske musikern Royston Langdon från musikgruppen Spacehog och den 14 december 2004 födde Tyler deras son Milo William Langdon på ett sjukhus i New York. Den 8 maj 2008 meddelade Tyler och Langdon att de skulle skilja sig. Hon bor i New York.
Tyler har tre halvsyskon.
År 1997 blev hon vald av People som en av Världens 50 vackraste människor. Hon blev även tilldelad plats #6 på listan Sexiest Female Movie Star av Australian Empire i september 2002 och #2 på TheAge.com's Top 100: Natural Beauties of all time 2004. The Lemonheads' sång "C'mon Daddy" är skriven om relationen mellan Tyler och hennes far Steven.
Tyler fick i barndomen diagnosen ADHD.

## Filmografi
| År        | Film                             | Roll                      | Övrigt |
| --------- | -------------------------------- | ------------------------- | --- |
| 1994      | Silent Fall                      | Sylvie Warden             | |
| 1995      | Heavy                            | Callie                    | |
| 1995      | Empire Records                   | Corey Mason               | |
| 1996      | Stulen skönhet                   | Lucy Harmon               | Nominerad - Youngstar Award för Best Performance by a Young Actress in a Drama Film |
| 1996      | That Thing You Do!               | Faye Dolan                | |
| 1997      | Kärlek och hämnd                 | Pamela Abbott             | |
| 1997      | U-Turn                           | Tjej på busstationen      | Cameoframträdande |
| 1998      | Armageddon                       | Grace Stamper             | Nominerad - MTV Movie Award för Best Female Performance Nominerad - MTV Movie Award för Best On-Screen Duo Delad med Ben Affleck |
| 1999      | Plunkett & Macleane              | Lady Rebecca Gibson       | |
| 1999      | Cookie's Fortune                 | Emma Duvall               | |
| 1999      | Onegin                           | Tatyana Larina            | Vann - Russian Guild of Film Critics Award för Best Foreign Actress |
| 2000      | Dr. T & kvinnorna                | Marilyn                   | |
| 2001      | En sen kväll på McCool's         | Jewel                     | |
| 2001      | Sagan om ringen                  | Arwen Undómiel            | Nominerad - Screen Actors Guild Awards för Outstanding Performance by a Cast Vann - Phoenix Film Critics Society Award för Best Ensemble Acting                                                                                       |
| 2002      | Sagan om de två tornen           | Arwen Undómiel            | Nominerad - SAG award för Outstanding Performance by a Cast Vann - Online Film Critics Society Award for Best Ensemble Vann - Phoenix Film Critics Society Award for Best Ensemble Acting                                             |
| 2003      | Sagan om konungens återkomst     | Arwen Undómiel            | Vann - SAG award för Outstanding Performance by a Cast Vann - Broadcast Film Critics Association Award for Best Cast Vann - NBR award för Best Acting by an Ensemble Nominerad - Phoenix Film Critics Society Award för Best Ensemble |
| 2004      | Jersey Girl                      | Maya                      | |
| 2005      | Lonesome Jim                     | Anika                     | |
| 2007      | Vänner för livet                 | Dr. Angela Oakhurst       | |
| 2008      | The Strangers                    | Kristen McKay             | Nominerad - Teen Choice Award för Choice Movie Actress: Horror/Thriller Vann - Scream Awards för Best Horror Actress |
| 2008      | The Incredible Hulk              | Betty Ross                | |
| 2008      | Smother                          | Clare Cooper              | |
| 2010      | Super                            | Sarah Helgeland           | |
| 2011      | The Ledge                        | Shana                     | |
| 2012      | Robot & Frank                    | Madison                   | |
| 2014      | Space Station 76                 | Jessica Marlowe           | |
| 2014      | Jamie Marks Is Dead              | Linda                     | |
| 2014-2017 | The Leftovers                    | Meg Abbott                | TV-serie |
| 2017      | Wildling                         | Ellen Cooper              | |
| 2018-2019 | Harlots                          | Lady Isabella Fitzwilliam | TV-serie |
| 2019      | Ad Astra                         | Eve McBride               | |
| 2025      | Captain America: Brave New World | Betty Ross                | |